# Shut Up (The Black Eyed Peas)
Shut Up è un singolo del gruppo musicale statunitense The Black Eyed Peas, pubblicato il 29 settembre 2003 come secondo estratto dal terzo album in studio Elephunk.

## Descrizione
Il brano parla di un disastroso corteggiamento con il coro che ripete insistentemente "shut up, just shut up shut up".
Nonostante in tutto il mondo Shut Up abbia avuto un enorme successo, il singolo non è stato pubblicato in madrepatria, sebbene abbia ricevuto una massiccia programmazione radiofonica. Il singolo ha raggiunto la prima posizione nelle classifiche di Australia, Austria, Belgio, Francia, Germania, Irlanda, Italia, Norvegia, Nuova Zelanda, Norvegia, Svezia e Svizzera, ed ha comunque toccato la top 10 di quasi tutti i paesi in cui esso è stato pubblicato.

## Video musicale
Il video del brano vede un'opera teatrale incentrata sulla battaglia dei sessi, con i membri del gruppo nei ruoli dei protagonisti della messinscena.

## Tracce
1. Shut Up
2. Tell Your Mama Come
3. Karma

## Classifiche
| Classifica (2004) | Posizione massima |
| ----------------- | ----------------- |
| Australia         | 1                 |
| Austria           | 1                 |
| Belgio (Fiandre)  | 1                 |
| Belgio (Vallonia) | 1                 |
| Danimarca         | 2                 |
| Finlandia         | 12                |
| Francia           | 1                 |
| Germania          | 1                 |
| Irlanda           | 1                 |
| Italia            | 1                 |
| Norvegia          | 1                 |
| Nuova Zelanda     | 1                 |
| Paesi Bassi       | 3                 |
| Regno Unito       | 2                 |
| Svezia            | 1                 |
| Svizzera          | 1                 |
| Ungheria          | 5                 |